# 永津桥

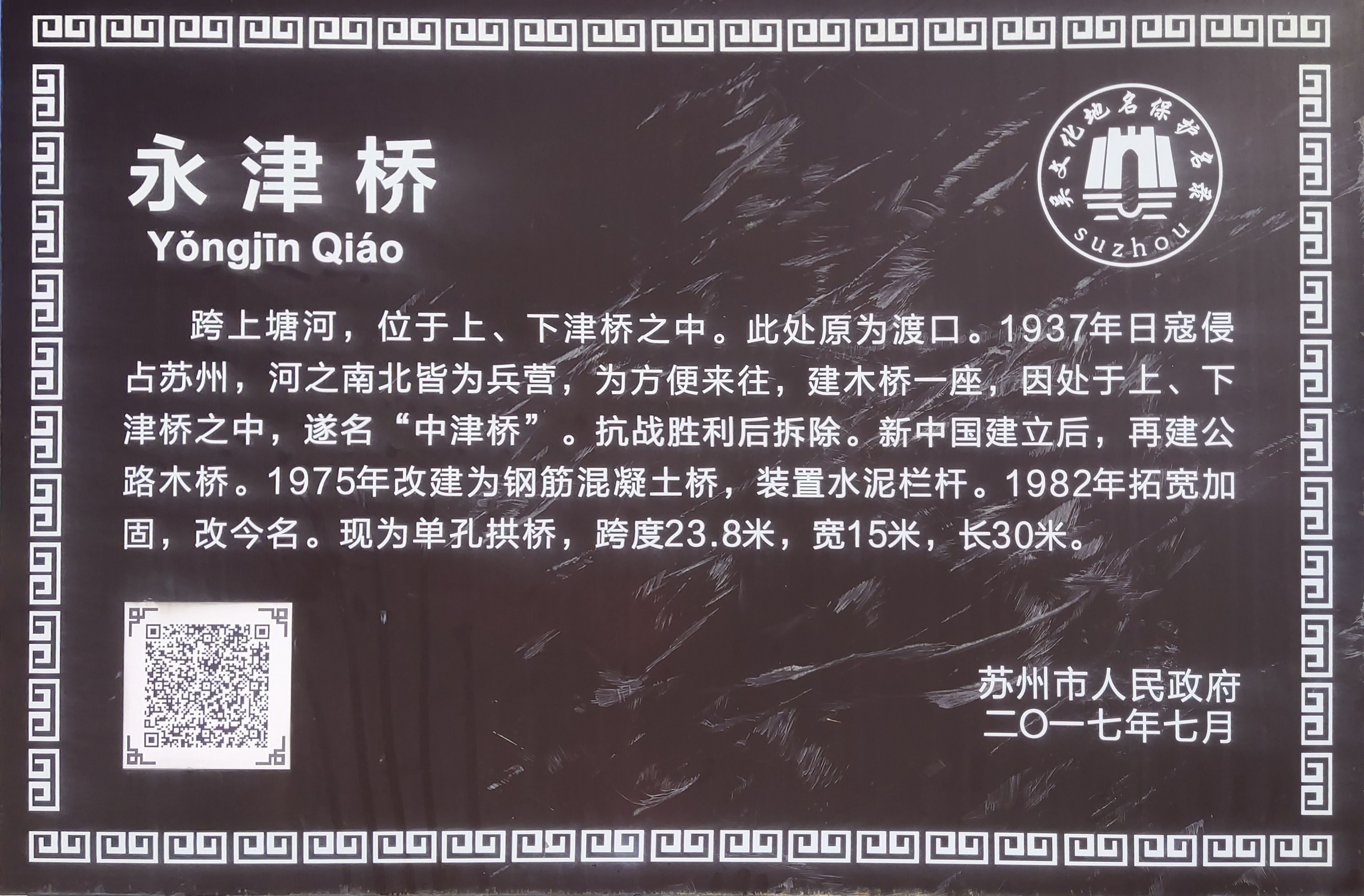
永津桥介绍

永津桥，又名中津桥，位于中国江苏省苏州市姑苏区，位于上津桥和下津桥之中，横跨上塘河，南连上塘街。现为单孔拱桥，宽15米，长30米，跨度23.8米。

## 历史
此处愿为渡口，1937年，上塘河南北皆为兵营，为方便往来，设立木桥，抗战胜利后拆除；
中国人民共和国成立后，建立公路木桥；
1975年改建为钢筋混凝土桥，1982年拓宽加固。

## 图册
- 永津桥